# Haemaphysalis subelongata
Haemaphysalis subelongata är en fästingart som beskrevs av Harry Hoogstraal 1953. Haemaphysalis subelongata ingår i släktet Haemaphysalis och familjen hårda fästingar.
Artens utbredningsområde är Madagaskar. Inga underarter finns listade i Catalogue of Life.